# 太田藪塚インターチェンジ
太田藪塚インターチェンジ（おおたやぶづかインターチェンジ）は、群馬県太田市大原町にある北関東自動車道のインターチェンジ。太田市の藪塚地区・新田地区、桐生市の中心市街地、みどり市への最寄りとなるインターチェンジ。
太田市街への最寄は太田桐生ICとなっているため、当ICの出口標識付近には「太田市街は次のインターへ」という標識が掲げられている。

## 歴史
- 2008年（平成20年）3月8日：伊勢崎IC - 太田桐生IC間開通に伴い、供用開始[2][3]。

## 周辺
- オギハラ藪塚工場
- 藪塚工業団地
- 太田市立藪塚本町中学校
- 太田市立藪塚本町小学校
- 太田市立藪塚本町南小学校
- 藪塚本町中央運動公園
- 桐生大学

## 道路
- E50 北関東自動車道（4番）

## 接続する道路
- 直接接続
  - 群馬県道315号大原境三ツ木線

## 料金所
ブース数：4

### 入口
- ブース数：2
  - ETC専用：1
  - 一般：1

### 出口
- ブース数：2
  - ETC専用：1
  - 一般：1

## 隣
E50 北関東自動車道
(3) 伊勢崎IC - (4) 太田藪塚IC - (4-1) 太田強戸PA/SIC - (5) 太田桐生IC